# Slav
Slav (hebrejsky: שליו, doslova „Křepelka“) byla izraelská osada v bloku Guš Katif, který se nacházel v jihozápadním cípu Pásma Gazy. Obyvatelé osady byli vystěhováni v rámci Izraelského plánu jednostranného stažení v roce 2005.

## Dějiny
Slav byla založena v roce 1980, jako osada polovojenské jednotky Nachal. Pojmenována byla podle druhu ptáka (křepelka), kterého Izraelité jedli během svého putování pouští při exodu z Egypta. V roce 1982 se Slav stala v důsledku podepsání Egyptsko-izraelské mírové smlouvy a následného izraelského stažení ze Sinajského poloostrova tranzitním táborem pro bývalé osadníky ze Sinaje a rovněž dočasným domovem pro dívčí náboženský seminář Midrešet Hadarom. Počátkem 90. let bylo toto území rozděleno na vojenskou základnu a obytnou oblast, kde žilo několik rodin. V roce 2001 se počet obyvatel osady zvýšil o malou skupinu lidí, mezi kterou patřil vojenský personál a studenti vojenské přípravné školy Ocem, která se nacházela v nedaleké vesnici Bnej Acmon. Osada Slav nikdy nenabyla oficiálního statusu samostatné obce, třebaže fakticky šlo o nezávislou osadu.
12 rodin žijících v Slav muselo opustit své domovy 21. srpna 2005. Jejich domy byly zničeny a celá oblast byla v rámci plánu jednostranného stažení předána palestinským Arabům.

## Demografie
Údaje o vývoji počtu obyvatel pro osadu Slav neexistují, protože z hlediska statistických šetření nebyla považována za samostatnou obec. Databáze Peace Now zde k roku 2005 uvádí cca 50 obyvatel.